# D'amore e ombra
D'amore e ombra (De amor y de sombra) è un romanzo scritto nel 1984 da Isabel Allende. L'opera venne scritta durante il suo esilio in Venezuela.

## Trama
L'intrigante trama inizia nel 1973 in un Cile afflitto dalla dittatura a causa di un golpe militare guidato dal generale e criminale Pinochet.
La trama si incentra su tre personaggi principali, la cui storia e il cui carattere saranno ben approfonditi nel corso del romanzo. Il primo personaggio è Irene Beltrám, giornalista figlia di Beatriz Alcantara ed Eusebio Beltrán. Quest'ultimo, a causa della disastrosa condizione economica e dei frequenti litigi con la moglie, fugge da casa. Beatriz, facente parte della vecchia nobiltà, trasformerà il primo piano della sua casa in un centro per anziani, del quale si occuperà, insieme ad alcuni inservienti e Irene. Beatriz farà di tutto per evitare che la figlia venga a contatto con la durezza della società, del "mondo reale", cercando di isolarla: Irene però, grazie al suo lavoro di giornalista, entrerà in contatto più volte con quel "mondo reale" dal quale la madre voleva difenderla.
Il secondo personaggio è Francisco Leal, uno psicologo, che non trovando lavoro nel suo campo, si adatta a fare il fotografo, giacché la fotografia era una sua passione da piccolo. Viene narrata anche la vicenda della famiglia Leal, i genitori di Francisco sono a loro volta  fuggiti dalla dittatura di Francisco Franco. Ma la dittatura è giunta anche nel Paese dove si sono rifugiati, il Cile. Entrambi sono oppositori del regime: i loro figli però riusciranno ad ammorbidire le loro idee rivoluzionarie, evitando loro problemi con la polizia.
Francisco inizia a lavorare al fianco di Irene come fotografo e si innamora di lei, però Irene è stata promessa dalla madre al generale Gustavo Morante. Francisco e Gustavo sanno di amare entrambi Irene ma non entrano in conflitto tra loro, perché Irene decide di restare in amicizia con entrambi senza fidanzarsi con nessuno dei due.
Quindi si descrive il terzo personaggio: Evangelina Ranquileo. Alla nascita si è verificato un errore all'ospedale e due bambine sono state scambiate, quindi Evangelina non è la figlia biologica dei Ranquileo. I suoi genitori si accorsero subito dell'errore e riuscirono a rintracciare la famiglia che aveva la loro figlia biologica. Nel frattempo però le due bambine si erano affezionate agli altri genitori e quindi entrambe le famiglie decidono di non ristabilire l'ordine naturale. La famiglia Ranquileo vive in povertà, il padre è un clown che lavora nei circhi mentre la madre resta a casa a occuparsi dei figli. Evangelina inizia a manifestare sintomi epilettici, per cui, ogni giorno, alle 12 in punto, ha un attacco con terribili convulsioni. La madre porta la figlia da sedicenti guaritori, indovini, sacerdoti, medici, ma nessuno riesce a trovare un vero rimedio per questi attacchi, così si comincia a credere che Evangelina abbia poteri taumaturgici e sovrannaturali durante le crisi, e questi poteri attraggono molte persone.
Irene e Francisco decidono di fare un servizio sui poteri della ragazza per cui, a mezzogiorno, si dirigono verso casa Ranquileo dove trovano Evangelina insieme a un gruppo di persone disperate che sperano di trovare il rimedio ai loro problemi nelle crisi della ragazza. Arrivano però dei militari e il loro generale viene involontariamente percosso e umiliato da Evangelina durante la sua crisi epilettica. Poco dopo Evangelina viene rapita. Irene e Francisco decidono di non arrendersi di fronte al governo e iniziano le ricerche. Uno dei fratelli di Francisco, dopo aver perso il lavoro e la speranza, si suicida, e la sua morte ha terribili ripercussioni su tutta la famiglia.
Intanto il legame tra Francisco e Irene si consolida, e, in un'atmosfera perfetta, avviene il loro primo bacio. Irene va da Ramirez, il generale percosso da Evangelina, che, pur accettando un colloquio con la giornalista, non dà informazioni utili per la ricerca della ragazza. Irene riesce però ad ottenere l'aiuto di un altro militare: Faustino Rivera, grande amico dei Ranquileo. Digna Ranquileo, madre di Evangelina, dice ai due giornalisti che Pradelio, un altro suo figlio, disertore dell'esercito, si nasconde tra i monti e chiede ai due giornalisti di aiutarlo a fuggire.
I due giornalisti accettano, e, aiutati da uno dei fratelli di Pradelio, raggiungono il rifugio dello stesso e gli parlano. Si scopre che è stato lo stesso Pradelio a pregare Ramirez, del quale aveva una profonda stima, di aiutare la sua amata sorella Evangelina, e che, dopo il rapimento della sorella, ha subito una punizione dallo stesso Ramirez perché questi è stato umiliato da Evangelina. Pradelio, punito dallo stesso uomo che ammirava, è stato aiutato da Faustino Rivera nella fuga e nel trovare rifugio tra i monti. Pradelio crede che Evangelina sia stata uccisa e gettata in una miniera abbandonata non lontana. I due giornalisti decidono di andare a controllare, trovandovi il cadavere della ragazza, escono quindi dalla miniera e, per la prima volta, fanno l'amore.
Il giorno dopo, Francisco scopre che Pradelio è scappato dal suo covo tra i monti, quindi i due, danno l'annuncio della morte di Evangelina a Digna, tornando alla miniera dove disseppelliscono circa trenta cadaveri di persone fatte sparire dalla polizia. Francisco, tramite suo fratello José, informa il Cardinale della scoperta, questi crea un gruppo di giornalisti e membri dell'ONU controllando personalmente la miniera, quindi invia una lettera al presidente della corte suprema, dove porta il resoconto del suo controllo augurandosi che i colpevoli della tragedia siano rintracciati al più presto. Il presidente della corte suprema ordina la riesumazione dei cadaveri e il loro riconoscimento, quindi rende pubbliche le immagini e la notizia facendo scoppiare lo scandalo, a cui Beatriz, ormai assuefatta dal regime, tenterà di dare spiegazioni.
Nel frattempo, Irene riferirà alla madre della sua intenzione di non sposarsi con Gustavo Morante, ma lei, in un primo momento, non è d'accordo. Una settimana dopo, l'interesse del popolo per la strage della miniera si affievolisce, ma Irene crede che individuando i colpevoli questo interesse possa riaccendersi. Non sapendo dove si trovi Pradelio, Irene decide di mettersi in contatto con Rivera. Faustino riferisce a Irene che il mandante e principale colpevole della strage è Ramirez, colpevole inoltre di stupro, anche contro Evangelina Ranquileo, inoltre è colpevole di altri crimini. Rivera conserva inoltre un taccuino dove ha annotato tutti i crimini commessi dai suoi compagni. Faustino Rivera rivela inoltre a Irene che Pradelio è morto tra i monti, probabilmente ucciso o stroncato dal caldo e dal territorio arido e inospitale. Il soldato si dice inoltre disposto a confessare di fronte ai giudici quello che ha detto alla giornalista. Ma il giorno seguente Rivera viene ucciso e l'agenda fatta sparire. Irene non si arrende e incontra Evangelina Flores, la figlia biologica di Digna, la quale le racconta come la sua famiglia adottiva, eccetto la madre, sia stata fatta sparire dai militari di Ramirez. All'operazione aveva partecipato a malincuore anche Pradelio, che così aveva arrestato la famiglia della sua "vera" sorella.
Il giorno dopo, sotto la casa editrice, Irene subisce un attentato e resta gravemente ferita, contemporaneamente, alcuni soldati entrano in casa sua, distruggendo le registrazioni, non perquisendo però gli ospitati della "Volontà di Dio". All'ospedale Beatriz riesce a trovare un accordo con Francisco, che considerava la causa di tutti i mali. Intanto Gustavo si mostra incline ad accettare la volontà di Irene e il fatto che lei ami Francisco. Irene si riprende lentamente; intanto Eusebio, suo padre, viene ritrovato ai Caraibi, mentre Ramirez viene portato di fronte a un giudice insieme ai suoi soldati, dove però racconta una propria versione dei fatti, scagionandosi dalle accuse di omicidio. Il caso passa quindi alla corte militare. Irene sa che senza ulteriori prove Ramirez non verrebbe condannato, però ricorda di aver dato una copia delle registrazioni a Josefina Bianchi, un'ospite dell'ospizio, l'unica ancora mentalmente lucida nonostante l'età. Francisco ritira le registrazioni da Josefina e le consegna al Cardinale. Le registrazioni contengono la voce di Irene, e, avendo già subito un attentato, per lei è pericoloso restare in patria. Quindi i due fidanzati si fanno ritoccare i connotati da Mario, un barbiere omosessuale amico di entrambi, e sotto falsa identità, vanno a testimoniare, insieme a Evangelina Flores, registrazioni alla mano, contro Ramirez, il quale viene condannato, ma poi assolto grazie ad un decreto di amnistia e successivamente promosso al grado di capitano. Nel frattempo il governo, invece di restituirli alle rispettive famiglie, getta i corpi disseppelliti dalla miniera in una fossa comune, eccetto quello di Evangelina Ranquileo. Questa è la goccia che fa traboccare il vaso: il popolo si ribella e avvengono grandi manifestazioni e rivolte, represse nel sangue. A queste si unirà anche Gustavo Morante che sarà arrestato, torturato e ucciso. Evangelina Flores viene fatta fuggire e diventerà poi un membro ONU.
I due fidanzati andranno in esilio e alla frontiera, scoperti dalla polizia, saranno aiutati nella fuga da un ribelle. Appena fuori dal confine si riprometteranno di tornare il prima possibile nel loro amato paese.

## Tra Realtà e Finzione
La storia è frutto di un'esperienza reale vissuta da alcuni conoscenti della scrittrice Isabel Allende, che trascrive le loro esperienze durante la dittatura instaurata nel 1973 da Pinochet. Gli espedienti narrativi sono comunque numerosi, ma questo non significa che la storia vera deragli sul binario della finzione.

## Cinema
Dal libro è stato tratto l'omonimo film (Of Love and Shadows) regia di Betty Kaplan, del 1994, con Antonio Banderas e Jennifer Connelly.

## Edizioni
- Isabel Allende, D'amore e ombra, traduzione di Angelo Morino, Quarantunesima ed., collana Universale Economica, Feltrinelli, 2001,  pp. 244, cap. 3, ISBN 88-07-81021-2.